# Тейлор-Мілл (Кентуккі)
Тейлор-Мілл (англ. Taylor Mill) — місто (англ. city) в США, в окрузі Кентон штату Кентуккі. Населення — 6873 особи (2020).

## Географія
Тейлор-Мілл розташований за координатами 39°0′32″ пн. ш. 84°29′58″ зх. д. / 39.00889° пн. ш. 84.49944° зх. д. (39.008834, -84.499482).  За даними Бюро перепису населення США в 2010 році місто мало площу 16,27 км², з яких 15,89 км² — суходіл та 0,38 км² — водойми.

## Демографія
Згідно з переписом 2010 року, у місті мешкали 6604 особи в 2625 домогосподарствах у складі 1872 родин. Густота населення становила 406 осіб/км².  Було 2759 помешкань (170/км²).
Расовий склад населення:
| - 96,1 % — білих - 0,9 % — азіатів - 0,8 % — чорних або афроамериканців - 0,2 % — корінних американців - 0,1 % — вихідців з тихоокеанських островів |

До двох чи більше рас належало 1,5 %. Частка іспаномовних становила 1,4 % від усіх жителів.
За віковим діапазоном населення розподілялося таким чином: 22,0 % — особи молодші 18 років, 65,3 % — особи у віці 18—64 років, 12,7 % — особи у віці 65 років та старші. Медіана віку мешканця становила 40,1 року. На 100 осіб жіночої статі у місті припадало 100,5 чоловіків;  на 100 жінок у віці від 18 років та старших — 96,8 чоловіків також старших 18 років.
Середній дохід на одне домашнє господарство  становив 79 897 доларів США (медіана — 61 000), а середній дохід на одну сім'ю — 93 506 доларів (медіана — 71 950). Медіана доходів становила 52 476 доларів для чоловіків та 38 826 доларів для жінок. За межею бідності перебувало 13,2 % осіб, у тому числі 22,1 % дітей у віці до 18 років та 12,6 % осіб у віці 65 років та старших.
Цивільне працевлаштоване населення становило 3418 осіб. Основні галузі зайнятості: освіта, охорона здоров'я та соціальна допомога — 20,2 %, виробництво — 13,0 %, фінанси, страхування та нерухомість — 11,4 %.